# Espècia

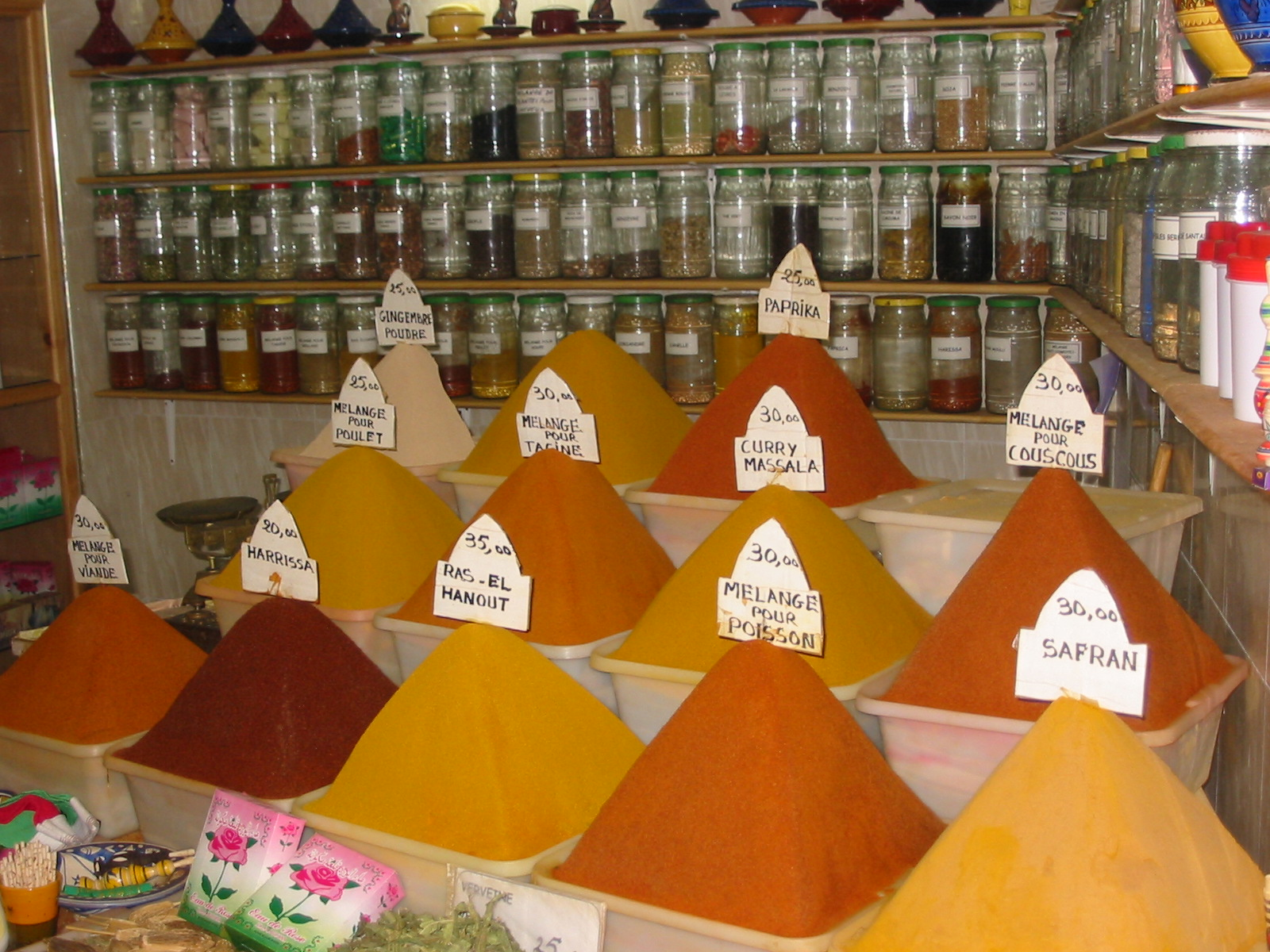
Botiga d'espècies al Marroc

Les espècies són parts de plantes aromàtiques de sabor fort o també preparacions fetes a partir de barreges d'aquestes plantes. Són utilitzades en petita quantitat en la cuina com a conservador, condiment o colorant.
Les espècies s'han de diferenciar d'altres productes utilitzats per a perfumar els plats, com ara les herbes aromàtiques o les fruites. Les espècies eren un dels productes comercials més costosos durant l'antiguitat i l'edat mitjana. Un gran nombre d'espècies eren utilitzades abans en medicina.

## Espècies comunes
La sal comuna és un amaniment extremadament corrent, sovint considerat com una espècia; tanmateix, és un producte mineral. Algunes espècies molt utilitzades en la cuina catalana són el pebre i el safrà.
Les espècies es poden classificar en diferents tipus:
- les fulles o branques de les plantes aromàtiques de les quals es pot utilitzar tot o part de la planta segons el seu interès aromàtic. L'alfàbrega, el romaní, la farigola, el julivert, l'anet, l'orenga, l'estragó, o el llorer en són exemples.
- Els fruits madurs o llavors de plantes. Se'n pot citar el pebre, el fonoll, el coriandre, el cardamom, o la mostassa.
- Les flors o parts de les flors d'algunes plantes, com per exemple el safrà, que són els pistils de la flor del safrà.
- L'escorça d'arbres o de plantes, com per exemple la canyella, que és la corfa del canyeller.
- Les arrels o els bulbs de certes plantes, com ara el gingebre o l'all.

## Algunes barreges comunes d'espècies
- Curri. Una barreja asiàtica composta d'un gran nombre d'espècies orientals, com ara alfàbrega, safrà, canyella, cardamom, ceba seca, api, comí, gingebre, mostassa, nou moscada, pebre de Caiena, pebre i altres.
- Fines herbes. Pot designar una barreja particular de cibulet, cerfull, julivert i estragó, però als Països Catalans sol emprar-se com a sinònim d'herbes aromàtiques que, per extensió, solen ser les típiques de les zones de la Mediterrània i, per tant, acaba sent-ho també de les herbes de Provença. De vegades, segons el context, en diem simplement herbes.
- Herbes de Provença. Barreja d'herbes aromàtiques seques originàries de les zones de la Mediterrània, especialment de la Provença, entre les quals poden trobar-se romaní, alfàbrega, orenga, llorer, cerfull, espígol, fonoll, estragó i altres.
- Spigol, o també anomenat safrà dels pobres. Barreja de cúrcuma, de vegades una mica de safrà, i altres espècies, que s'utilitza per a donar color groc a alguns plats, en lloc del safrà, a França i a alguns països d'Àfrica.

## Producció
L'Índia lidera la producció global d'espècies, amb un 75%.
| Posició                                                                      | País            | 2010      | 2011      |
| ---------------------------------------------------------------------------- | --------------- | --------- | --------- |
| 1                                                                            | Índia           | 1.474,900 | 1.525.000 |
| 2                                                                            | Bangladesh      | 128.517   | 139.775   |
| 3                                                                            | Turquia         | 107.000   | 113.783   |
| 4                                                                            | R.P. de la Xina | 90.000    | 95.890    |
| 5                                                                            | Pakistan        | 53.647    | 53.620    |
| 6                                                                            | Iran            | 18.028    | 21.307    |
| 7                                                                            | Nepal           | 20.360    | 20.905    |
| 8                                                                            | Colòmbia        | 16.998    | 19.378    |
| 9                                                                            | Etiòpia         | 27.122    | 17.905    |
| 10                                                                           | Sri Lanka       | 8.293     | 8.438     |
| —                                                                            | Món             | 1.995.523 | 2.063.472 |
| Font: Organització de les Nacions Unides per a l'Agricultura i l'Alimentació |                 |           |           |